# Ivan Mužić
Ivan Mužić (Solin, 14. rujna 1934. – Split, 22. ožujka 2021.), bio je hrvatski pravnik, povjesničar, publicist i aktivan katolički laik. Glavna područja njegovog povjesničarskog rada bili su slobodno zidarstvo u Hrvatskoj i podrijetlo Hrvata. Bio je strasni polemičar sa stajališta hrvatskoga nacionalizma i katoličanstva. 

## Životopis
Ivan Ante Mužić rođen je u Solinu 1934. godine. Rođen je u obitelji Josipa i Vinke (rođ. Vučičić) Mužić. Završio je splitsku Klasičnu gimaziju 1953. godine. Diplomirao je pravo na Sveučilištu u Zagrebu 1958. godine. Bio je član prvoga Pastoralnog vijeća Nadbiskupije Splitsko-makarske. Bio je delegat hrvatske Katoličke crkve na Svjetskom kongresu katoličkih laika 1967. godine u Rimu. Radio je kao odvjetnik od 1965. do 1972. godine, kada je suspendiran kao neprijatelj komunističkog režima. Zatvaran je kao hrvatski nacionalist dva puta. Kao student 6. studenoga 1956. godine pritvoren je nakon povratka iz Rima i osumnjičen da je član tajne organizacije Hrvatski pokret otpora u domovini i za održavanje veza s ustaškom emigracijom, no krajem godine pušten je iz istražnog zatvora i uskoro oslobođen. Od 1972. do 1975. godine protiv njega vodio se politički proces pred Okružnim sudom u Splitu, na kojemu je oslobođen, 1975. godine, a Vrhovni sud SRH u Zagrebu 28. rujna 1976. godine odbacio je žalbu tužiteljstva na oslobađajuću presudu Okružnog suda u Splitu.
Bio je dugogodišnji je član Matice hrvatske. Suautor je knjige Hrvatska povijest (2002., 2/2002.).
Umro je u Splitu 2021. godine, a pokopan je na Novom groblju u Solinu, 25. ožujka 2021. godine. 

## Djela
Njegove knjige često imaju više izdanja, prerađenih i dopunjavanih, a ponekad se mijenja i naslov. Također je urednik i prireditelj više knjiga.
- Razmatranja o povijesti Hrvata, Naklada Neven Poljak, Split, 1967.
- Hrvatska politika i jugoslavenska ideja, vl. naklada, Split, 1969.
- Izrael i Antikrist, Crkva u svijetu, Split, 1975. (2. pot. prer. izd. Isus Krist i Izrael u smislu povijesti, Laus, Split, 2001.)

- Katolička crkva, Stepinac i Pavelić
  - 1. izd., Katolička crkva u Kraljevini Jugoslaviji, Crkva u svijetu, Split, 1978.
  - Pavelić i Stepinac, Logos, Split, 1991.
  - 2. izd., Dominović, Zagreb, 1997.
  - 3. izd., Knjigotisak, Split, 2001., Marjan tisak, Split, 2003.
  - 4. izd., Marjan tisak, Split, 2005.

- Stjepan Radić
  - 1. izd., vl. naklada, Split, 1980.
  - 2. izd., Hrvatsko književno društvo sv. Ćirila i Metoda u Zagrebu, Ljubljana, 1987.
  - 3. izd., NZ Matice hrvatske, Zagreb, 1988.
  - 4. izd., NZ Matice hrvatske, Zagreb, 1990.

- Masonstvo u Hrvata
  - 1. izd., Crkva u svijetu, Split, 1983.
  - 2. izd., Crkva u svijetu, Split, 1983.
  - 3. izd., Crkva u svijetu, Split, 1984.
  - 4. izd., NZ Matice hrvatske, Zagreb, 1989.
  - 5. izd., dopunjeno dokumentacijom: Masoni u Hrvatskoj 1918. – 1967., Orbis, Split, 1993., Verbum, Split, 1997.
  - 6. izd., Laus, Split, 2001.
  - 7. izd., Knjigotisak, Split, 2001.
  - 8. izd., Naklada Bošković, Split, 2005.

- Smisao masonstva, Crkva u svijetu, Split, 1984.

- Hrvati i autohtonost (Podrijetlo i pravjera Hrvata)
  - 1. izd., NZ Matice hrvatske, Zagreb, 1989.
  - 2. izd., NZ Matice hrvatske-Kačić, Zagreb-Split, 1991.
  - 3. izd., Accademia Archeologica Italiana, Rim, 1994.
  - 4. izd., Iberia, Split, 1996.
  - 5. izd., Dominović, Zagreb, 1997.
  - 6. izd., Dominović, Zagreb, 1998.
  - 7. izd., Knjigotisak, Split, 2001.

- Hitler i Izrael
  - 1. izd., Iberia, Split, 1995
  - 2. izd., Orbis, Split, 1997.
  - 3. izd., Matica hrvatska u Splitu, Split, 2000.

- Hrvatska povijest, Naklada Bošković, Split, 2002. (2. izd. 2002.) (suautori: Antun Dabinović, Rudolf Horvat, Tomislav Jonjić, Lovre Katić, Slavko Pavičić i Franjo Perše)

- Mjesec u Hrvata i Zmajeva pećina, Naklada Bošković, Split, 2003. (suautori Nenad Cambi, Heinrich Kusch i Ingrid Kusch)[4]
  - 2. izd., Naklada Bošković, Split,2004.

- Zlodusi u Hrvatskoj, Naklada Bošković, Split, 2004.

- Hrvatska povijest devetoga stoljeća
  - 1. izd., Naklada Bošković, Split, 2006.
  - 2. dop. izd., Matica hrvatska, Ogranak Split-Naklada Bošković, Split, 2007.
  - 3. dop. izd., Muzej hrvatskih arheoloških spomenika, Split, 2011.

- Vjera Crkve bosanske: krstjani i pogani u srednjovjekovnoj Bosni, Muzej hrvatskih arheoloških spomenika, Split, 2008.
- O hrvatskoj etnogenezi i masonstvu u Hrvata: obračuni, Matica hrvatska, Ogranak Imotski-Naklada Bošković, Imotski-Split, 2009.
- Hrvatska kronika u Ljetopisu popa Dukljanina, Muzej hrvatskih arheoloških spomenika, Split, 2011.

- Hrvatski vladari od sredine VI. do kraja IX. stoljeća
  - 1. izd., Muzej hrvatskih arheoloških spomenika, Split, 2012.
  - 2. dop. izd., Muzej hrvatskih arheoloških spomenika, Split, 2013.
  - 3. dop. izd., Naklada Bošković, Split, 2013., Naklada Bošković, Split, 2014.

- Alojzije Stepinac, vl. naklada, Split, 2013. (na tal. jeziku)
- Sikstinska Madona, Matica hrvatska, Ogranak Split, Split, 2014.
- Sudbina i sloboda volje, Matica hrvatska, Ogranak Imotski, Split, 2014.[5]
- Sjećanja na Franu Franića, Franju Tuđmana i Zvonka Bušića: s komentarima, Matica hrvatska, Ogranak Imotski, Split, 2015.
- Ivan Meštrović i slobodno zidarstvo, Matica hrvatska, Ogranak Imotski, Split, 2015.
- Sveti Juraj u Hrvata, Matica hrvatska, Ogranak Imotski, Split, 2015.
- Jozo Kljaković i slobodno zidarstvo, Matica hrvatska, Ogranak Imotski, Split, 2016. (ostali autori: Vjekoslav Vrančić, Milan Ivanišević i Jozo Kljaković)[6]
- Jeruzalemski Hram na kraju vremena, Matica hrvatska, Ogranak Imotski, Split, 2016.
- O Josipu Manoliću, Eugenu Laxi i Simboličkoj Velikoj loži Libertas, Matica hrvatska, Ogranak Imotski, Split, 2016.
- O hrvatskom masovnom pokretu 1971. godine u Splitu, Matica hrvatska, Ogranak Imotski, Split, 2017.
- Zapamćenja o Anti Antiću i sudskim progonima, Matica hrvatska, Ogranak Imotski, Split, 2019. (2. izd. 2020.)[7]

### Priređivač
- Tacit, Germania, (1. izd., Verbum, Split, 1993.; 2. izd., Knjigotisak, Split, 2001.)
- O. Splengler, Čovjek i tehnika, Laus, Split, 1994.
- Hrvatska kronika 547-1089 (1. izd. Matica hrvatska Split, 1998.; 2. izd. Matica hrvatska Split, 1999.; 3. izd. Matica hrvatska Split, 2001.; 4. izd. Matica hrvatska Split, 2001.; 5. izd. Marjan tisak, Split, 2003.)
- S. Nilus, Protokoli sionskih mudraca, Građa Split, 1999.
- Lav XIII.-J.J. Strossmayer, O sekti masona, Matica hrvatska Split, 1999.
- Maček i Luburić (1. izd. Matica hrvatska Split, 1999.; 2. izd. Laus, Split, 1999.)
- Gospa Guadalupska / priredio i uvodnu raspravu napisao Ivan Mužić, Naklada Bošković, Split, 2003.
- Naseljenje današnjeg Solina ; Bilo jedno ubavo selo / Lovre Katić, Naklada Bošković, Split, 2007.
- Bilo jedno ubavo selo / Lovre Katić, 2. dop. izd., Naklada Bošković, Split, 2008.
- Vlasi u starijoj hrvatskoj historiografiji, Muzej hrvatskih arheoloških spomenika, Split, 2010.
- Alexis Carrel. Moć molitve, Naklada Bošković, Split, 2012.
- Kod kipara Arne Brekera / Mile Budak, Matica hrvatska, Ogranak Imotski, Split [i. e.] Imotski, 2014.[8]
- Ivo Bulić, Luka Fertilio, Ivo Bogdan. Pavelić i Staljinova ponuda priznanja Nezavisne Države Hrvatske, Matica hrvatska, Ogranak Imotski, Split, 2015.

## Nagrade
- 2003.: Nagrada Splitsko-dalmatinske županije za životno djelo.[9]

## Vanjske poveznice
- Bog i Hrvati: Odabrane rasprave i članci Ivana Mužića  Arhivirana inačica izvorne stranice od 4. kolovoza 2006. (Wayback Machine)
- Ivan Mužić, Hrvatska povijest devetoga stoljeća  Arhivirana inačica izvorne stranice od 21. srpnja 2011. (Wayback Machine)
- Vlasi u starijoj hrvatskoj historiografiji  Arhivirana inačica izvorne stranice od 22. rujna 2015. (Wayback Machine)
- Bijeli Hrvati u banskoj Hrvatskoj i županijska Hrvatska, // Starohrvatska prosvjeta, sv. 3, br. 37, (2010.), str. 265. – 298. (Hrčak)